# 承明門

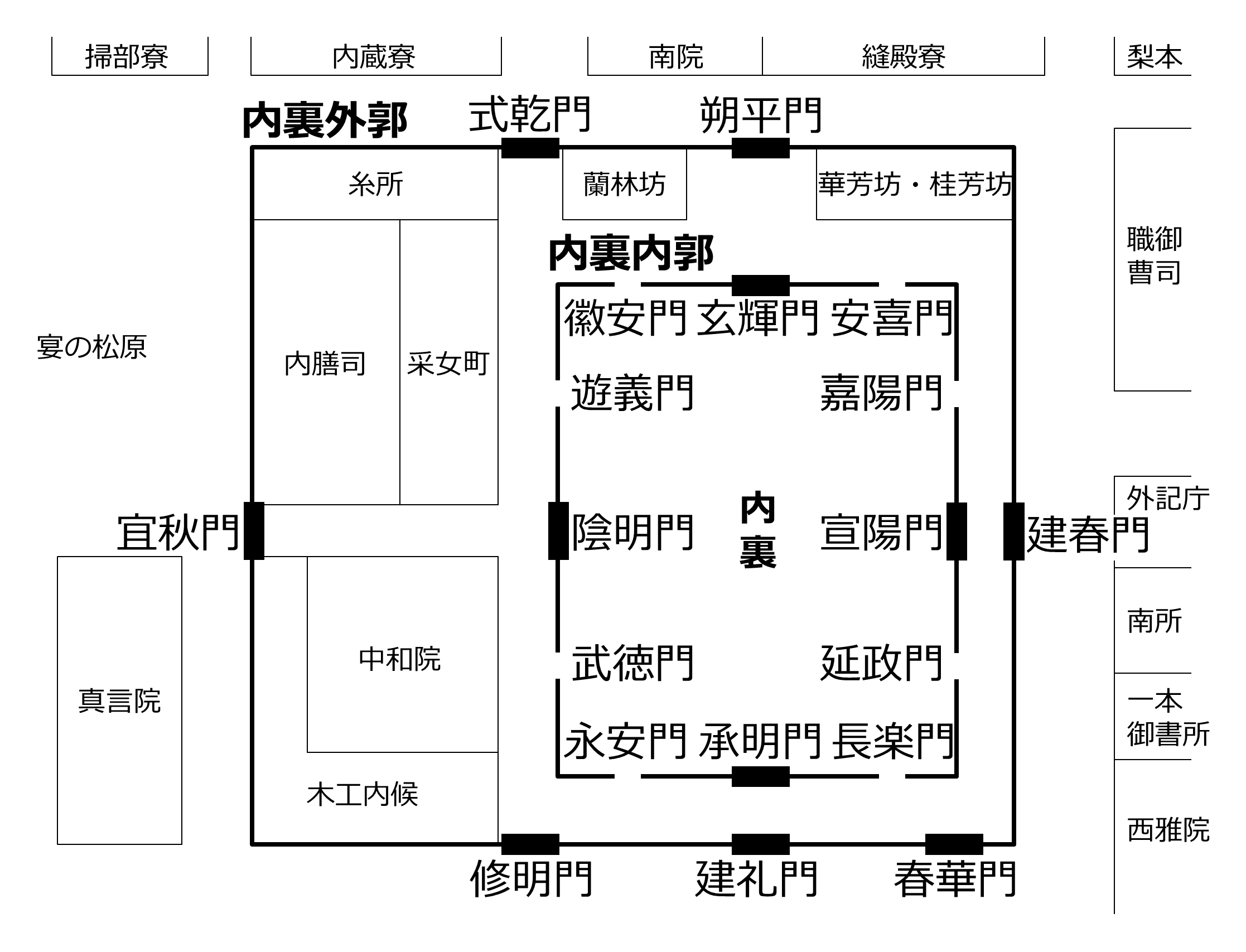
平安京内裏諸門図

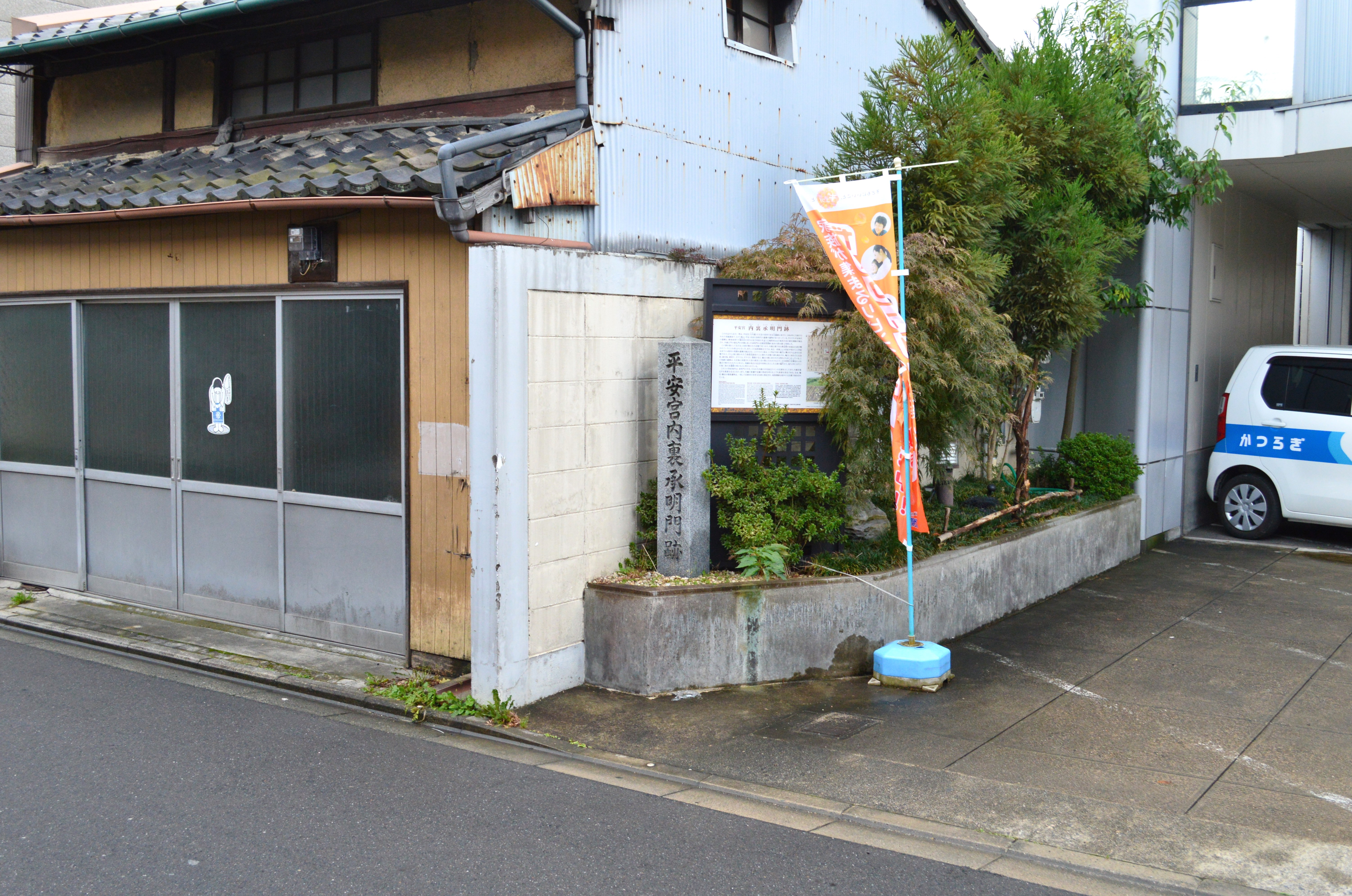
平安京内裏 承明門跡碑
京都市上京区田中町。ただし画像中央の碑は門跡から北約25メートルの南庭中央部。

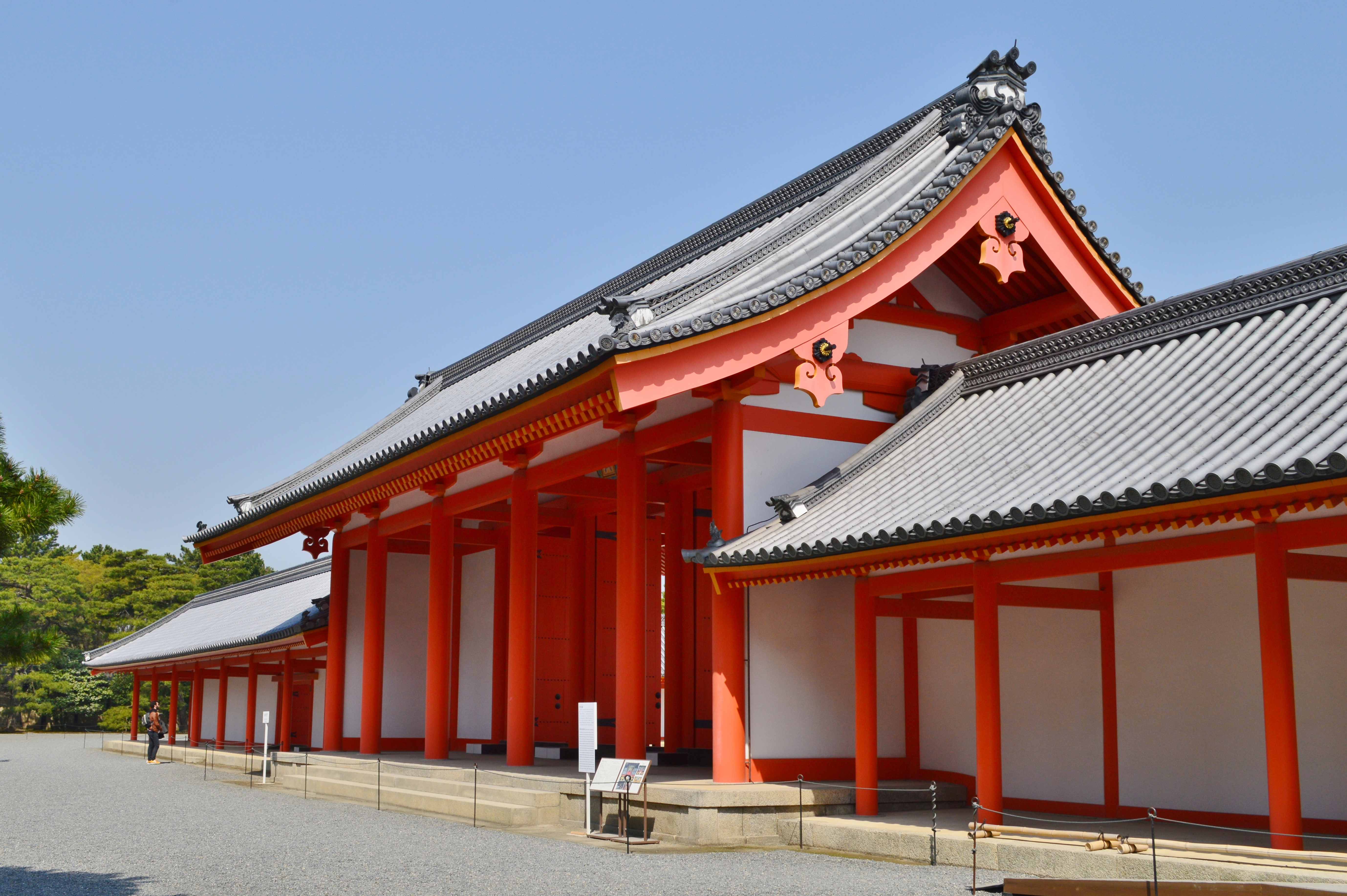
京都御所の承明門

承明門（しょうめいもん）は、平安京内裏の内郭門の1つ、または京都御所の門の1つ。「南面内門」とも。

## 概要
平安宮内裏内郭の南正面にあり、外郭の建礼門と相対する。大きさは5間、戸3間であった。檜皮葺で、内側に2段・外側に3段の石階段があった。東に長楽門、西に永安門があり、これらを左右廂門といった。